# Гастрошунтирование
Гастрошунтирование, желудочное шунтирование — операция шунтирования желудка, при которой большая часть желудка отсекается, создается маленький желудочек, и к нему пришивается петля тонкой кишки. Пациент съедает меньше пищи, получает меньше питательных веществ и его вес снижается.

## Подробности
Операция гастрошунтирования выполняется, как правило, с целью борьбы с ожирением. Кроме того, гастрошунтирование используется с целью лечения сахарного диабета 2-го типа наряду с продольной резекцией желудка и установкой эндоскопических баллонов
После гастрошунтирования в пищеварении участвует объём желудка около 60 мл и укороченный на 1,8–2 метра тонкий кишечник. В результате пища у пациента идёт через укороченный желудок и укороченный кишечник, что надёжно обеспечивает снижение массы тела пациента.
Операция назначается по решению врача, имеются противопоказания. Операция не нужна пациентам, которые после разговора с доктором спокойно взяли себя в руки и стали следить за собой и своим питанием сами.
Операцию не назначают людям «неуправляемой группы», нарушающим диету (злоупотребляющим алкоголем, сладкоежкам и подобным).

## Принцип работы
Во время гастрошунтирования желудок делится на две части, создается «новый» небольшой желудок. Он имеет меньший объем, это уменьшает количество еды, которое человек может съесть. После новый желудок напрямую соединяют с нижней частью тонкой кишки, минуя значительную часть оригинального желудка и начальную часть тонкого кишечника. 
Это способствует снижению веса по двум причинам:
1. Ограничивается объем пищи, который может съесть человек. Маленький желудок вмещает меньше пищи, поэтому человек ест меньше и насыщается быстрее. Это помогает уменьшить общее потребление калорий.
2. Уменьшается узнаваемость жиров и углеводов. Пища проходит мимо значительной части тонкого кишечника, где обычно происходит всасывание питательных веществ, поэтому организм не усваивает полностью жиры и углеводы. Это также уменьшает количество калорий, которые организм может получить из пищи.

В результате, благодаря ограничению объема потребляемой пищи и снижению усвоения калорий, человек может потерять 60-70% избыточного веса в течение первого года после операции